# Bohemian Rhapsody
"Bohemian Rhapsody" är en låt av den brittiska rockgruppen Queen. Den skrevs av Freddie Mercury och återfinns på gruppens fjärde studioalbum A Night at the Opera från 1975. Låten har ingen refräng, utan består istället av tre huvuddelar: en ballad-del som avslutas med ett gitarrsolo, en operadel och en hårdrockssektion. Vid tiden då den gavs ut var "Bohemian Rhapsody" den dyraste singeln någonsin och är en av de mest komplexa låtarna i populärmusikens historia.
"Bohemian Rhapsody" var en stor framgång då den gavs ut som singel. Den låg etta på den brittiska singellistan i nio veckor och hade sålts i över en miljon exemplar i slutet av januari 1976. Låten nådde åter förstaplatsen 1991 i fem veckor efter Mercurys död och blev så småningom Storbritanniens tredje bäst säljande singel någonsin. Den nådde topplaceringar i flera andra länder också, däribland Kanada, Australien, Nya Zeeland, Irland och Nederländerna, och är en av de mest sålda singlarna någonsin. I USA nådde låten som bäst nummer nio 1976; men efter att ha varit med i filmen Wayne's World tog den sig in som nummer två på listan.
Trots ett blandat mottagande från recensenter så är "Bohemian Rhapsody" en av Queens mest populära låtar. Rolling Stone rankade den som nummer 166 på sin lista över "de 500 bästa låtarna någonsin". Till låten gjordes också en musikvideo som av många anses som banbrytande.

## Historik

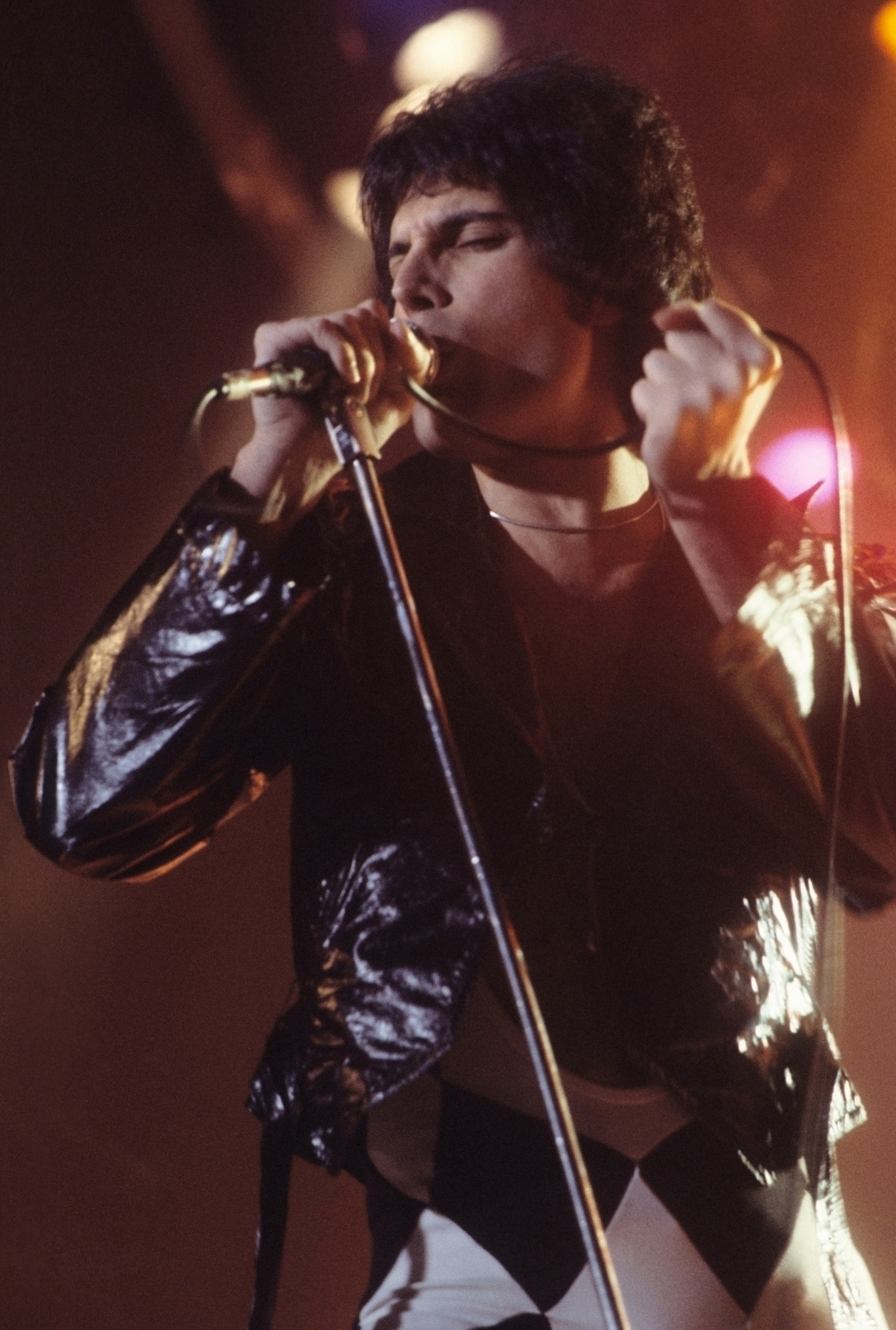
Freddie Mercury.

### Bakgrund och inspelning
Freddie Mercury skrev det mesta av "Bohemian Rhapsody" i sitt hem i Holland Road, Kensington, i västra London. Producenten Roy Thomas Baker har berättat hur Mercury en gång spelade den inledande ballad-delen av låten på piano för honom: "Han spelade inledningen på piano, stannade upp och sa: 'och det är här operasektionen kommer in!' Sen gick vi ut och åt middag." Gitarristen Brian May har sagt att bandet tyckte att Mercurys utkast till låten var "spännande, unikt och värt att arbeta med." Enligt May så skrevs mycket av Queens material i studion, men den här låten fanns hela tiden i "Freddies huvud" innan de började.
Enligt Chris Smith (en av Mercurys vänner och keyboardist i Smile under en kort period) började Mercury utveckla "Bohemian Rhapsody" så tidigt som i slutet av 1960-talet. Mercury brukade spela delar av låtar som han skrivit vid pianot, och en av hans låtar, som hade arbetsnamnet The Cowboy Song, innehöll text som senare fanns med i den version som spelades in flera år senare, mer specifikt: "Mama, just killed a man."
Inspelningarna påbörjades i Rockfield Studio 1 nära Monmouth den 24 augusti 1975, efter att gruppen repeterat under tre veckor i Herefordshire. Under inspelningen användes ytterligare fyra studior (Roundhouse, SARM (East), Scorpion och Wessex). Enligt vissa bandmedlemmar hade Mercury förberett låten innan och gav direktiv till bandet under tiden inspelningarna pågick. Mercury använde sig av en Bechsteinflygel, som också användes i musikvideon och på den efterföljande turnén. På grund av att låten är så komplex, spelades den in i olika delar och hölls ihop med hjälp av ett click track.
May, Mercury och trummisen Roger Taylor sjöng enligt uppgift sångdelarna i tio till tolv timmar per dag. Hela låten tog tre veckor att spela in och i vissa delar av låten finns 180 separata pålägg. Eftersom studior under denna tid endast kunde erbjuda 24-kanaliga analoga band, blev de tre tvingade att göra "overdubs" på sig själva många gånger och exportera ned dessa till sub-mixar. I slutänden användes åttonde generationens band. De olika delarna av bandet som innehöll de önskade sub-mixarna fick skäras bort med rakblad och monteras vid rätt plats med tejp. May mindes hur han placerade ett band framför ett ljus och kunde se igenom det på grund av den intensiva inspelningen.
Enligt producenten Baker spelades Mays solo in på endast ett spår, istället för att spelas in på flera spår. May sade att han ville komponera "en liten melodi som skulle vara en motpart till huvudmelodin. Jag ville inte bara spela melodin." Gitarristen sade att hans bästa material kommer från detta sätt att arbeta, då han tänkte ut melodin innan han spelade den: "fingrarna tenderar att bli förutsägbara om de inte leds av hjärnan."

## Uppbyggnad
Låten består av sex delar: intro, ballad, gitarrsolo, opera, hårdrock och outro. Detta format, med abrupta ändringar i stil, ton och tempo, var ovanligt i rockmusik. Bandet hade sedan tidigare använt sig av liknande format i låtarna "My Fairy King" och "The March of the Black Queen".

### Intro (0:00 – 0:49)
Låten börjar med ett fyrstämmigt a cappella-intro i B♭-dur av Mercury – i musikvideon mimar dock alla fyra medlemmar denna del. Texten ifrågasätter huruvida livet är "på riktigt" eller "bara fantasi" innan den avslutar med att man inte kan "rymma från verkligheten".
Efter 14 sekunder kommer flygeln in och Mercurys röst alternerar med de andra vokala delarna. Berättaren presenterar sig själv som "bara en fattig pojke", men förklarar att han inte "behöver sympati". I slutet av denna del kommer basen in samtidigt som den välkända pianoloopen i B♭-dur.

### Ballad (0:49 – 2:35)
Pianot börjar med loopen i B♭-dur samtidigt som Deacons bas kommer in, vilket blir en riktlinje för balladsektionens start. Därefter kommer Mercurys sång. Berättaren sjunger att han "dödat en man" ("just killed a man") med "en pistol mot hans huvud" ("a gun against his head"), och att han därigenom har kastat bort sitt liv. Den kromatiska basgången medför en modulering till E♭-dur, vilken ligger som grund för en desperat stämning. Vid denna punkt tillkommer Taylors trumspel (i balladform spelar han 1-1-2 rytmen som också återkommer i "We Will Rock You") och berättaren gör det andra av flera utrop till sin "mama" i den nya tonarten, samtidigt som originaltemat återanvänds. Berättaren uttrycker ånger över att han "fått dig att gråta" ("didn't mean to make you cry") och uppmanar "mama" att "fortsätta som om ingenting egentligen betyder någonting" ("carry on as if nothing really matters"). En kort, fallande variation av en improviserad pianofras ansluter till två upprepningar av frasen i B♭-dur, och den andra versen inleds därefter.
Då balladen fortsätter in i andra versen, talar berättaren om hur trött och nedslagen han är över sina handlingar (samtidigt som May kommer in och spelar samma toner som de högsta tonerna pianot har i frasen). Berättaren tar sedan farväl till världen och säger att han måste gå, samtidigt som han förbereder sig för att "se sanningen i vitögat" ("face the truth") och säger också att "jag vill inte dö / ibland önskar jag att jag aldrig ens blivit född" ("I don't want to die / I sometimes wish I'd never been born at all"). Här börjar gitarrsolot, som så småningom går igenom en modulation till A-dur; där sedan operasektionen börjar.

### Gitarrsolo (2:35 – 3:03)
När Mercury sjunger "I sometimes wish I'd never been born at all" ökar bandet intensiteten som leder in i ett gitarrsolo komponerat och spelat av May, vilket också fungerar som en brygga mellan ballad-delen och operasektionen. Intensiteten byggs på ytterligare, men så fort bandet går in i den nya tonarten slutar samtliga instrument, utom pianot, att spela.

### Opera (3:03 – 4:07)
En snabb serie av rytmiska och harmoniska ändringar introducerar en operasektion i mitten av låten, som innehåller huvuddelen av den komplicerade sången, som dubbats på ett flertal spår. Här skildras också berättarens nedstigande till helvetet. Medan den underliggande pulsen av låten bibehålls, varierar dynamiken kraftigt från takt till takt, från endast Mercurys röst tillsammans med ett piano, till en flerstämmig kör med stöd av trummor, bas, piano och pukor. Köreffekten skapades genom att May, Mercury, och Taylor sjöng sina stämmor kontinuerligt under 10-12 timmar per dag, vilket resulterade i 180 separata pålägg. Dessa pålägg lades sedan samman till submixar. De tre skapade tillsammans ett brett röstomfång, enligt Roger Taylor: "Brian kunde gå ner ganska lågt, Freddie hade en kraftfull röst i mellanregistret, och jag var bra på de höga sakerna". Bandet ville skapa "en vägg av ljud, som börjar lågt och går hela vägen upp."
I texten, i denna sektion, återfinns referenser till Scaramouche, fandango, Galileo Galilei, Figaro och Bismillah, samtidigt som rivaliserande fraktioner slåss om berättarens själ. En liten del av texten i introt återkommer ("I'm just a poor boy, nobody loves me") samtidigt som pianot spelar ett kromatiskt komp. Sektionen avslutas med en fullständig körarrangemang med texten "Beelzebub has a devil put aside for me", på ett B♭-dur ackord. Roger Taylor toppar sista ackord med ett B♭ i falsett i ettstrukna oktaven. Då de använde 24-spårstekniken som var tillgänglig vid tidpunkten, tog "operasektionen" ungefär tre veckor att spela in. Producenten Roy Thomas Baker sade; "varje gång Freddie kom med en annan Galileo, lade jag till en bit tejp på rullen."

### Hårdrock (4:07 – 4:56)
Operasektionen leder in till ett aggressivt mellanspel med hårdrock/heavy metal, med ett gitarriff skrivet av Mercury. Vid 4:15, sjunger en dubbad Mercury arga texter riktade till en ospecificerad "du", och anklagar honom/henne om svek och missbruk och insisterar att du "kan inte göra så här mot mig" – som skulle kunna tolkas som en flashback till händelserna som ledde till ballad-delen i början av låten ("dödade just en man"). Låten byggs därefter upp till finalen med en ritardando.

### Outro (4:56 – 5:55)
Låten återvänder snart till samma tempo och form som i introt, till en början i E♭-dur, men modulerar snabbt till c-moll. En tvåstämmig gitarrmelodi spelas genom en förstärkare, byggd av John Deacon, som hade smeknamnet "Deacy Amp". Efter att textraden "nothing really matters" upprepas flera gånger, avslutas låten med att den modulerar till tonarten F-dur. Den sista raden, "any way the wind blows", följs av ljudet av en stor gong som slutligen driver ut spänningen som byggts upp under hela låten.

## Utgivning
När bandet ville släppa singeln 1975 sade flera olika personer inom skivbolaget att låten med sina 5 minuter och 55 sekunder var för lång och aldrig skulle kunna bli en hit. Enligt producenten Roy Thomas Baker, brydde sig varken han eller bandet nämnvärt om detta och spelade låten för discjockeyn Kenny Everett: "Vi hade en kopia och vi sa att han kunde få den om han lovade att inte spela upp den. "Jag kommer inte att spela den, sa han och blinkade …" Deras plan fungerade - Everett retade sina lyssnare genom att bara spela upp delar av låten. Publikens efterfrågan blev större när Everett sedan spelade hela låten under sitt program 14 gånger på två dagar. Många fans försökte köpa singeln den följande måndagen, men fick veta av skivbutiker att låten ännu inte hade givits ut. Samma helg hörde Paul Drew, som drev RKO:s radiostationer i USA, låten på Everetts program i London. Drew lyckades få en kopia av låten och började spela den i USA, vilket satte press på Queens skivbolag i USA, Elektra Records. I en intervju med Sound on Sound, sade Baker att "det var en konstig situation där radiostationer på båda sidor av Atlanten började spela en låt som skivbolagen sa aldrig skulle få speltid!" Så småningom gavs hela låten ut som singel, med I'm In Love with My Car som B-sida.
Under julhelgen 1975 låg låten på förstaplats på den brittiska singellistan, och höll den platsen i totalt nio veckor. "Bohemian Rhapsody" var den första låten någonsin att nå förstaplatsen två gånger med samma version, och är också den enda singel som varit etta under julhelgen i Storbritannien två gånger med samma version. Den andra gången var när låten återutgavs (som en dubbel A-sida med "These Are the Days of Our Lives") 1991 efter Mercurys död, då den låg som etta under fem veckor.
På andra sidan Atlanten gick låten också högt upp på listorna. I USA var den en succé (dock i en mindre skala än i Storbritannien). Den ursprungliga singeln, som släpptes i början av 1976, nådde plats nio på Billboard Hot 100, medan en nyutgåva 1992 (samtidigt som låten användes i succéfilmen Waynes World) gav gruppen en andraplats. Då låten låg relativt länge på listan (24 veckor), listades låten som nummer 18 av de största hitsinglarna 1976 – högre än vissa av årets låtar som nått förstaplatsen. Singeln guldcertifierades för försäljning på över en miljon exemplar i USA. I Kanada nådde låten den 1 maj 1976 nummer ett på den nationella singellistan RPM.

## Musikvideo
Även om vissa artister tidigare hade gjort videor till sina låtar (inklusive Queen själva; till exempel "Keep Yourself Alive", "Killer Queen" och "Liar"), var det först efter framgångarna med "Bohemian Rhapsody" som skivbolagen regelbundet började producera musikvideor. Dessa video kunde sedan visas i tv-program, till exempel Top of the Pops, utan att artisten själv behövde besöka programmet. En video fick också artisten att få sin musik sänd, ackompanjerad av egna val av visuella effekter. Enligt May producerades videon så att bandet kunde undvika att mima på Top of the Pops, eftersom det skulle ha sett udda ut att mima på en så pass komplex låt. Han sade också att bandet visste att de ändå inte kunde dyka upp på programmet då de var ute på turné och skulle spela på Caird Hall i Dundee. Videon har hyllats som en lansering av MTV-generationen.
Bandet skrev på ett avtal med företaget Trilion, som levererat sport till ITV. De anlitade en av sina lastbilar och körde den till Elstree Studios, där bandet repeterade för sin turné. Videon regisserades av Bruce Gowers, som tidigare hade regisserat en video av bandets konsert på Rainbow Theatre i London, och spelades in av kameramannen Barry Dodd och av regiassistenten Jim McCutcheon. Videon spelades in på bara fyra timmar den 10 november 1975, till en kostnad av 4 500 pund. Gowers sade att bandet var involverat i diskussionerna kring videon och videons slutresultat, och musikerna "var väldigt samarbetsvilliga, men det fanns bara en ledare".
Videon börjar med en bild av de fyra bandmedlemmarna i mörker där de sjunger a cappella-delen. Bandmedlemmarna står likadant uppställda som på Mick Rocks omslagsfoto till gruppens andra studioalbum, Queen II. Fotot, som inspirerats av en bild av skådespelerskan Marlene Dietrich, var bandets favoritfoto av sig själva. Videon visar sedan medlemmarna på en scen där de spelar sina respektive instrument. I operadelen av videon, återgår scenen till Queen II-positionerna, varefter de återkommer på scenen under hårdrockssektionen. Alla specialeffekter gjordes under inspelningen istället för under efterproduktionen. Den visuella effekten av Mercurys ansikte (vid texten "go") genomfördes genom att rikta kameran mot en bildskärm. Bikupeillusionen skapades med en formad lins.
Videon redigerades inom fem timmar eftersom den skulle sändas samma vecka som den spelades in. Videon skickades till BBC så snart den var färdig och sändes för första gången på Top of the Pops i november 1975. Efter några veckor på förstaplatsen, skapades en alternativ version av videon. Den mest uppenbara skillnaden är några lågor som lagts till under introt samt flera alternativa kameravinklar.

## Mottagande, hyllningar och arv
Även om låten har blivit en av de mest aktade i populärmusikens historia, var några av de första recensionerna kritiska till låten. Melody Maker kritiserade låten och recensenten Allan Jones kallade "Bohemian Rhapsody" för en "ytligt imponerande pastisch" av operastilar.
Låten har ändå mottagit ett flertal utmärkelser, och har spelats och parodierats av många artister. 1977, bara två år efter att den givits ut, utnämnde British Phonographic Industry "Bohemian Rhapsody" till den bästa brittiska singeln under perioden 1952–77. Den förekommer ofta i omröstningar om världens bästa låtar, och den utnämndes år 2002 av Guinness Rekordbok till "top British single of all time". År 2004 publicerade Rolling Stone en lista över de 500 bästa låtarna någonsin där den hamnade på plats 163. Låten finns också med i Rock and Roll Hall of Fame and Museums "500 låtar som formade rock and roll". Låten hamnade också på tionde plats i en omröstning av BBC World Service, där man sökte världens favoritlåt. År 2000 kom den tvåa, slagen av John Lennons Imagine i en liknande omröstning av brittiska Channel 4. Låten har sedan 1977 varit på topp-5 i den årliga holländska "Top 100 Aller Tijden" ("Alla tiders topp-100" [singlar]) och har där varit etta åtta gånger, mer än någon annan artist.
År 2004 valdes "Bohemian Rhapsody" in i Grammy Hall of Fame. Från och med 2004 är låten den näst mest spelade i brittisk radio, efter Procol Harums A Whiter Shade of Pale. Den 30 september 2007, på BBC 1:s Radio 1 Chart Show, avslöjades det att "Bohemian Rhapsody" var den mest spelade låten sedan Radio 1 lanserades, 40 år tidigare.

### Wayne's World
Låten fick förnyad popularitet 1992 som en del av soundtracket till filmen Waynes World. Filmens regissör, Penelope Spheeris, var tveksam till att använda låten, eftersom den inte riktigt passade huvudpersonerna, som gillade mindre teatralisk hårdrock och heavy metal. Men Mike Myers insisterade på att låten passade scenen. Enligt musikforskaren Theodore Gracyk, hade till och med radiostationer som spelade "gubbrock" vid denna tidpunkt slutat spela låten. Med hjälp av "Bohemian Rhapsody" blev soundtracket en stor hit.
I samband med detta gavs en ny musikvideo ut; den ursprungliga videon blandades med scener ur filmen och liveklipp av bandet. Myers blev förskräckt över denna nya video och var rädd att detta skulle irritera bandet. Han bad skivbolaget att berätta för Queen att videon inte var hans idé, och att han bad dem om ursäkt. Bandet svarade dock: "tack för att ni använde vår låt." Detta chockade Myers, som sade att det mer borde vara han som säger "tack för att ni ens låter mig röra fållen på era kläder!"
Den nya videon av "Bohemian Rhapsody" gav gruppen dess enda MTV Video Music Award för "Bästa video från en film". När de kvarvarande medlemmarna Brian May och Roger Taylor intog scenen för att ta emot priset sade May att "Freddie skulle varit överväldigad."

## Liveframträdanden
| Axl Rose och Elton John framförde låten tillsammans under The Freddie Mercury Tribute Concert. |  | Axl Rose och Elton John framförde låten tillsammans under The Freddie Mercury Tribute Concert. |
| Axl Rose och Elton John framförde låten tillsammans under The Freddie Mercury Tribute Concert. |  |                                                                                                |

A cappella-introt var för svårt för bandet att framföra live, så Mercury testade flera olika sätt att börja låten. Låten "Mustapha" användes ofta som intro, då denna låts a cappellaöppning var mycket enklare att sjunga live. Under Hot Space Tour, och vissa andra gånger, började Mercury med en pianoimprovisation (oftast introt till "Death on Two Legs") som slutade med de första tonerna till låten. När introt sedan var slut sade Mercury ofta några ord innan han påbörjade Bohemian Rhapsodys balladsektion.
Efter att låten givits ut visade det sig att operasektionen i mitten skulle bli ett problem för bandet. På grund av den omfattande dubbningen kunde denna del inte framföras på scen. Queen delade istället upp låten i tre delar som spelades under varje kväll. Den första och den sista balladsektionen spelades som en del i medley, då "Killer Queen" och "The March of the Black Queen" ersatte opera- och hårdrocksdelen.
Från och med A Day at the Races Tour år 1977 till Magic Tour 1986 spelade bandet låten på ett annorlunda vis. Den första balladsektionen spelades på scen och efter Brian Mays gitarrsolo klev gruppen av scenen samtidigt som studioinspelningen av operasektionen spelades upp. Efter Roger Taylor sista ton i "for me" återvände bandet till scenen för hårdrocksdelen och den avslutande balladsektionen. Detta arrangemang användes också under The Freddie Mercury Tribute Concert, där Elton John sjöng den första delen av låten (fram till operasektionen) och där Axl Rose sjöng hårdrocksdelen. Den avslutande sektionen sjöngs som en duett av de båda sångarna.
"Bohemian Rhapsody" framfördes av Queen + Paul Rodgers under deras turnéer, ackompanjerade av en video av Mercury. Videon som användes under turnén 2005/06 var från Live at Wembley '86, medan turnén 2008 använde en video från Rock Montreal. Likt Queens tidigare turnéer, försvann bandet backstage under låtens operasektion; under denna sektion visades, som en hyllning, korta videoklipp av Freddie Mercury. Bandet kom sedan tillbaka upp på scenen, tillsammans med Rodgers som också sjöng hårdrocksdelen. Outrodelen blev en duett mellan Rodgers och Mercury där publiken fick sjunga den sista textraden "Nothing really matters to me". Rodgers upprepade sedan denna rad och Mercury avslutade därefter låten med "Any way the wind blows".

## Medverkande
- John Deacon – bas
- Brian May – gitarr, kör
- Freddie Mercury – sång, piano, kör
- Roger Taylor – trummor, timpani, gong, kör

## Listplaceringar
| Land           | Topplacering | Sålda ex. | Ref           |
| -------------- | ------------ | --------- | ------------- |
| Australien     | 1            |           | [ 29 ]        |
| Frankrike      | 1            |           | [ 29 ]        |
| Nederländerna  | 1            |           | [ 29 ]        |
| Norge          | 1            |           | [ 29 ]        |
| Nya Zeeland    | 1            |           | [ 29 ]        |
| Schweiz        | 1            |           | [ 29 ]        |
| Storbritannien | 1            | 2 360 000 | [ 30 ] [ 31 ] |
| Sverige        | 1            |           | [ 29 ]        |
| USA            | 1            | 3 500 000 | [ 32 ] [ 33 ] |
| Österrike      | 1            |           | [ 29 ]        |